# Witold Banaszak
Witold Banaszak (ur. 6 kwietnia 1945 w Poznaniu) – polski lekkoatleta, płotkarz.

## Życiorys
Największe sukcesy odnosił w biegu na 400 m przez płotki. Wystąpił w tej konkurencji na mistrzostwach Europy w 1971 w Helsinkach, ale odpadł w eliminacjach.
Był wicemistrzem Polski w biegu na 400 m przez płotki w 1971 i brązowym medalistą w 1968.
W latach 1970–1972 wystąpił w dziewięciu meczach reprezentacji Polski na 400 m przez płotki, odnosząc dwa zwycięstwa indywidualne.
Rekordy życiowe:
- bieg na 400 m – 47,7 (5 września 1970, Warszawa)
- bieg na 110 m przez płotki – 14,4 (20 czerwca 1970, Warszawa)
- bieg na 400 m przez płotki – 50,9 (pomiar ręczny, 13 czerwca 1971, Sofia)[4] oraz 51,13 (pomiar elektroniczny, 28 czerwca 1972, Warszawa)[5]

Był zawodnikiem Wawelu Kraków i  Energetyka Poznań.